# Galleria (rivista)
(Elio Vittorini)

Ed. Sciascia Caltanissetta

Galleria è una rassegna bimestrale di cultura, iniziata nel 1949 ed edita dalla casa editrice di Salvatore Sciascia editore in Caltanissetta.

## Storia
Il primo direttore fu il giornalista e magistrato Calogero Natale, va ricordata la collaborazione di Leonardo Sciascia con l'omonimo editore e insieme a Mario Petrucciani e Jole Tognelli. 
Tra i nomi più illustri che collaborano nel tempo con la rivista: Pier Paolo Pasolini, Alberto Moravia, Mario Praz, Emilio Cecchi, Ferruccio Ulivi, Enrico Falqui; e storici e critici d'arte, tra cui Roberto Longhi, Carlo Ludovico Ragghianti, Roberto Salvini, Cesare Brandi, Giulio Carlo Argan e Federico Zeri.

Leonardo Sciascia

La collaborazione tra i due Sciascia, lo scrittore Leonardo e l'omonimo editore Salvatore farà lievitare lo spessore culturale della rivista Galleria; rivista che Leonardo Sciascia dirigerà fino al 1989 attirando su di essa la collaborazione di scrittori e critici prestigiosi tra cui anche Pier Paolo Pasolini.
Rilevanti alcuni numeri della rivista, tra i quali il n. 5 e 6 del settembre-dicembre 1961 dedicato da Ciril Zlobec alla letteratura e all'arte figurativa nella Jugoslavia del dopoguerra. Oppure del francese di Tunisia Martine Cadieu o di Claude Fernet francese nato in Romania; e ancora gli interventi di Léopold S. Sengor, Carmen Milacic, Rafael Alberti. Inoltre un ponderoso fascicolo su Ezra Pound di ben 350 pagine.
In un numero, della rivista del 1955, dedicato a Nino Savarese; Leonardo Sciascia chiede a Renato Guttuso e Mino Maccari di illustrare il ritratto dello scrittore ennese, questo a conferma dello spessore anche figurativo della rivista.
Inoltre un intero numero monografico della rivista, nel 1971, fu dedicato da Leonardo Sciascia al pittore bagherese Renato Guttuso,
Una delle pagine più belle pubblicate sulla rivista da Leonardo Sciascia è: Paese con figure, dove lo scrittore descrive, come un pittore, il mito leopardiano del “natìo borgo selvaggio”, descrivendo in modo quasi caricaturale personaggi della sua Regalpetra.
(da Galleria 1950)
Nel numero 3/6 del maggio - dicembre 1967 a cura di Aldo Marcovecchio fu pubblicato un numero con poesie inedite, prose e disegni dello scrittore piemontese Carlo Levi.

## Galleria (nuova)

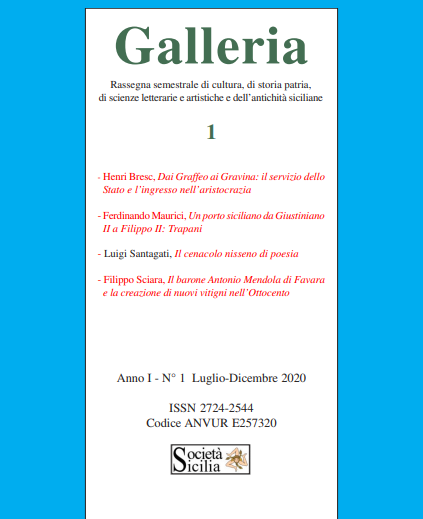
Frontespizio della Rivista Galleria n.1 Anno I

Il 1 luglio 2020 il Tribunale di Caltanissetta autorizza la pubblicazione di una rivista Rassegna semestrale di cultura, di storia patria, di scienze letterarie e artistiche e dell’antichità siciliane che prende il nome: Galleria, quest'ultima è edita da Società Sicilia sotto i tipi delle Edizioni Lussografica.
La nuova rivista Galleria è una rivista omnibus, che vuole evitare di sovrapporsi alle riviste specialistiche di tipo universitario o di Associazioni varie e/o Società di Storia Patria; essa si presenta in edizione sia cartacea e che on line sul sito www.galleria.media, ciò «per poter essere consultata e letta dal maggior numero di persone possibile e che, soprattutto, parli anche dell’attualità e non solo del passato.»
La rivista ha l'accreditamento dell'Agenzia nazionale di valutazione del sistema universitario e della ricerca (ANVUR) n. E257320 che ne garantisce il controllo scientifico peer to peer e il Codice ISSN n. 2724-2544; inoltre pubblica i tutti i suoi testi con licenza libera, la Creative Commons CC BY-SA.